# Твейзел
Твейзел (нід. Twijzel) — село в нідерландській провінції Фрисландія. Входить до муніципалітету Ахткарспелен.
Його площа становить 9,04км², а населення станом на 2021 рік складало 1 080 осіб.
Уперше згадується у письмових джерелах близько 1240 року.

## Галерея

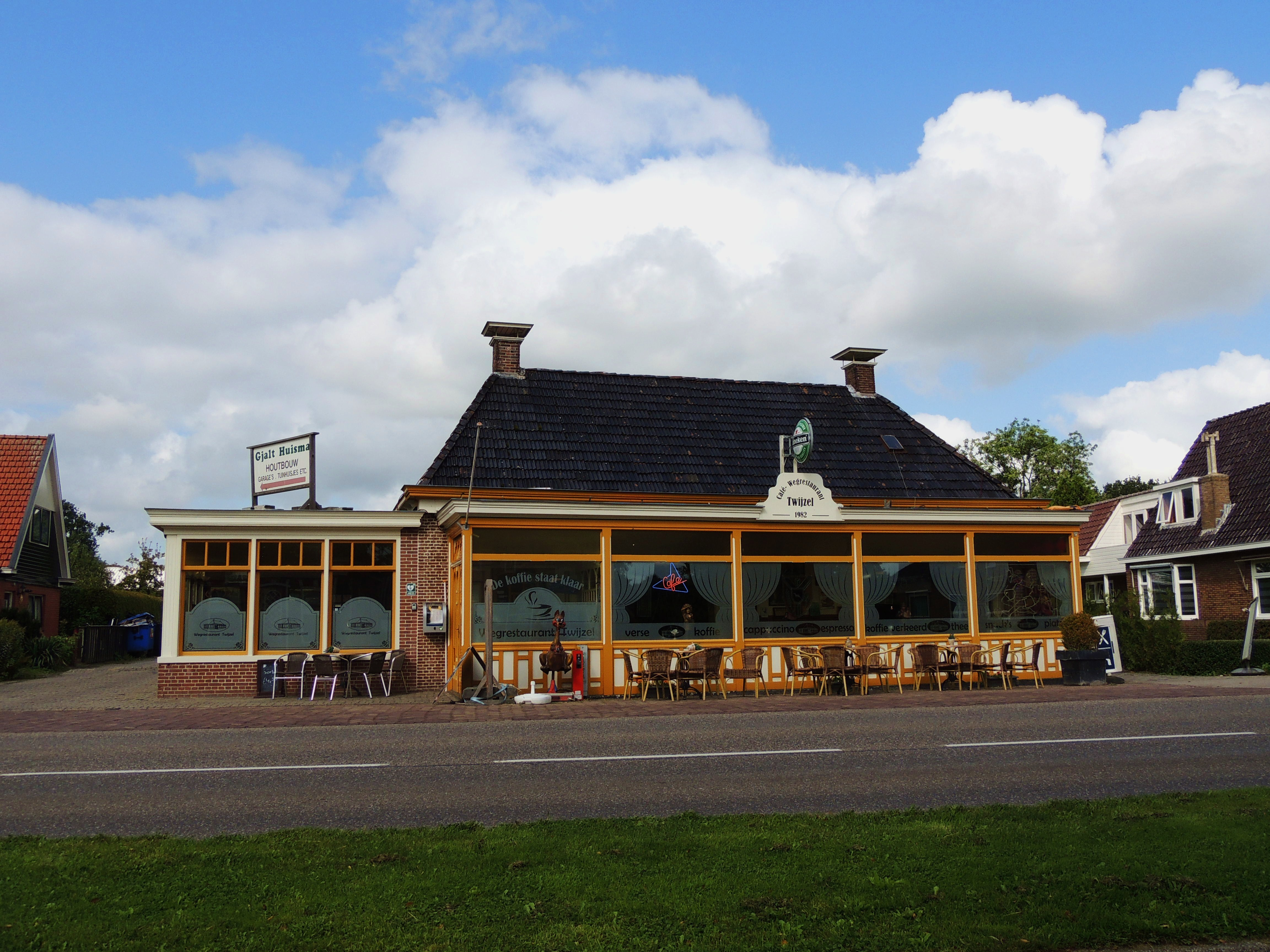
Паб у Твейзелі
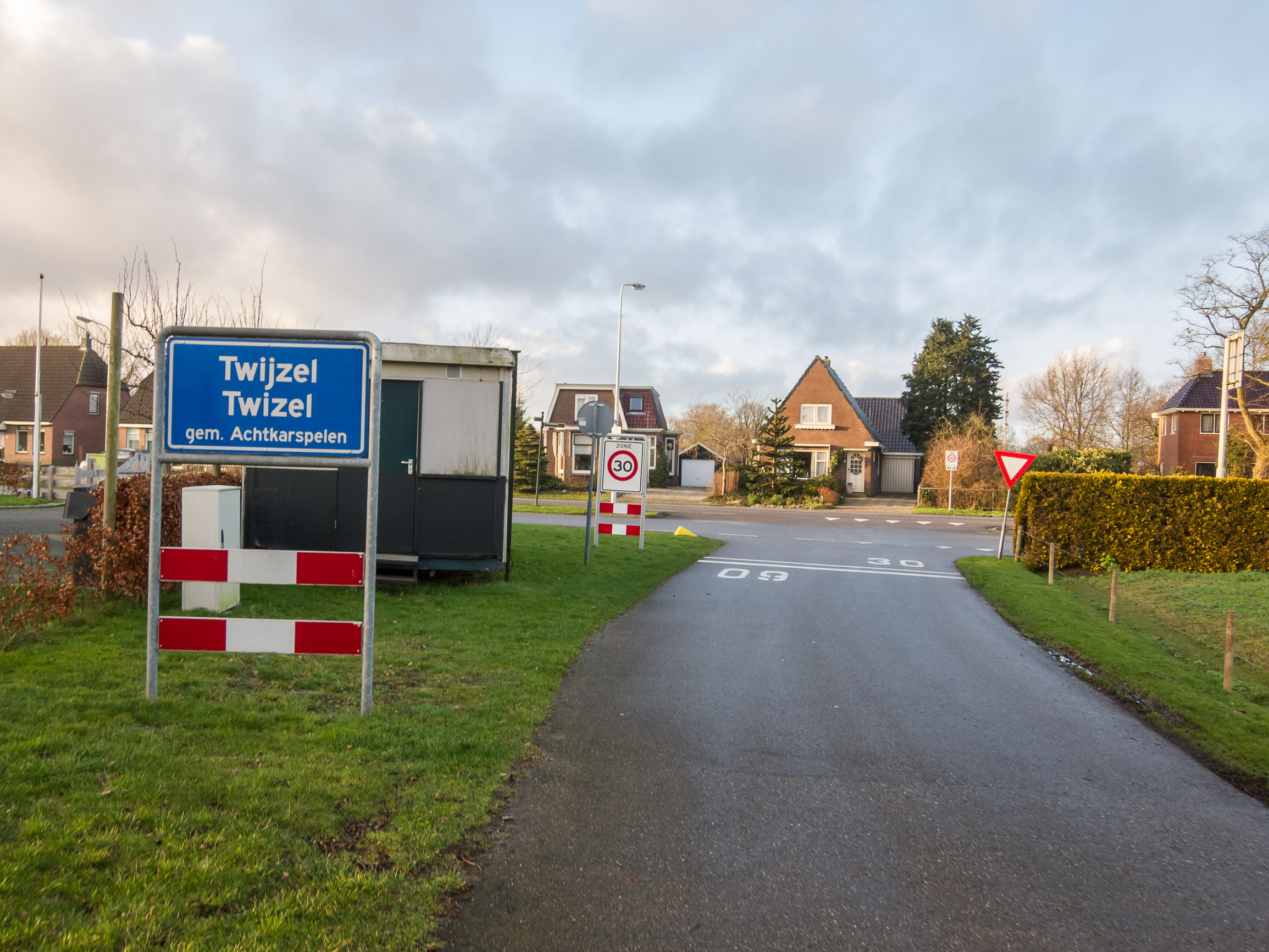
В'їзд до села
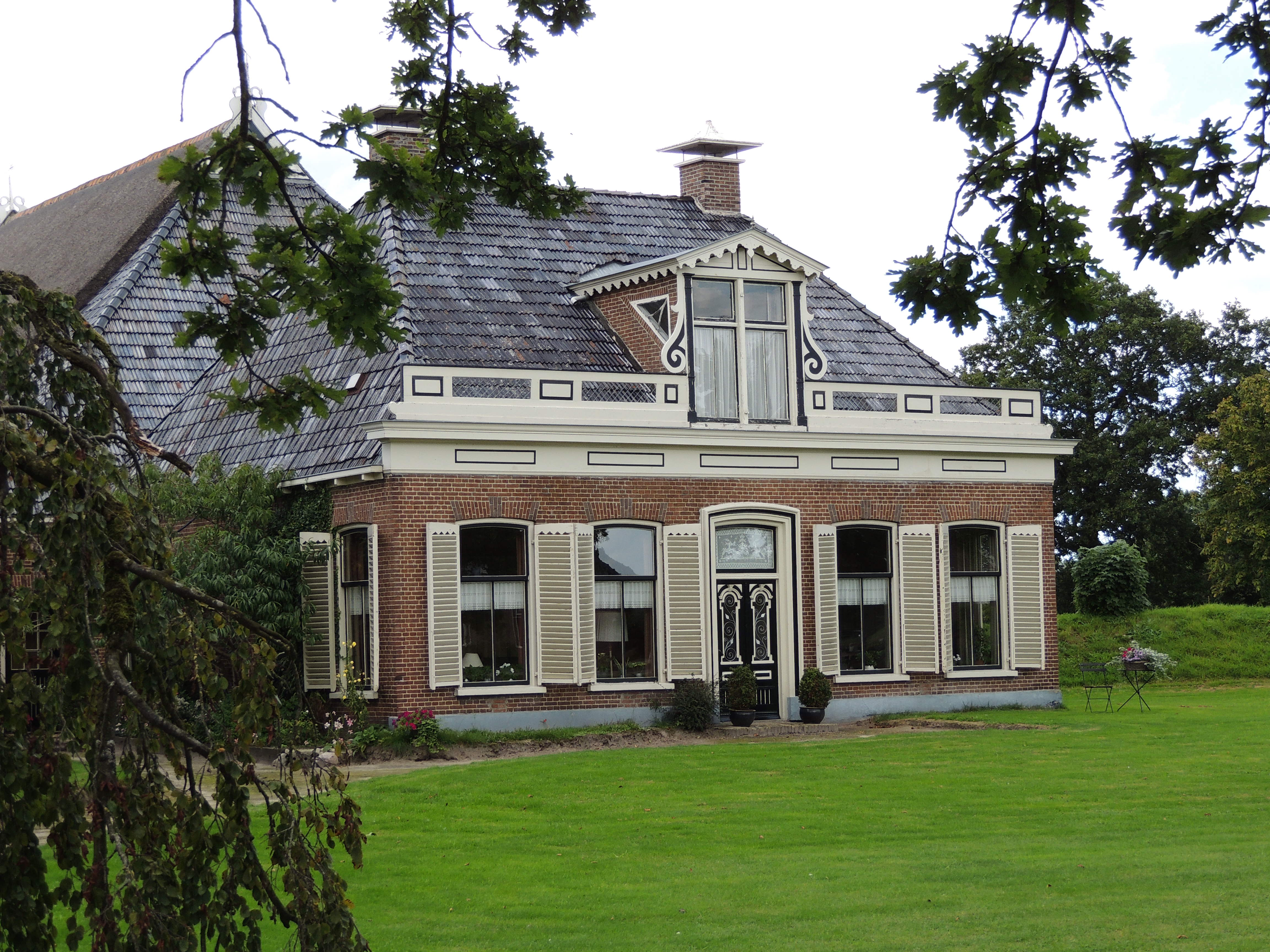
Ферма у селі
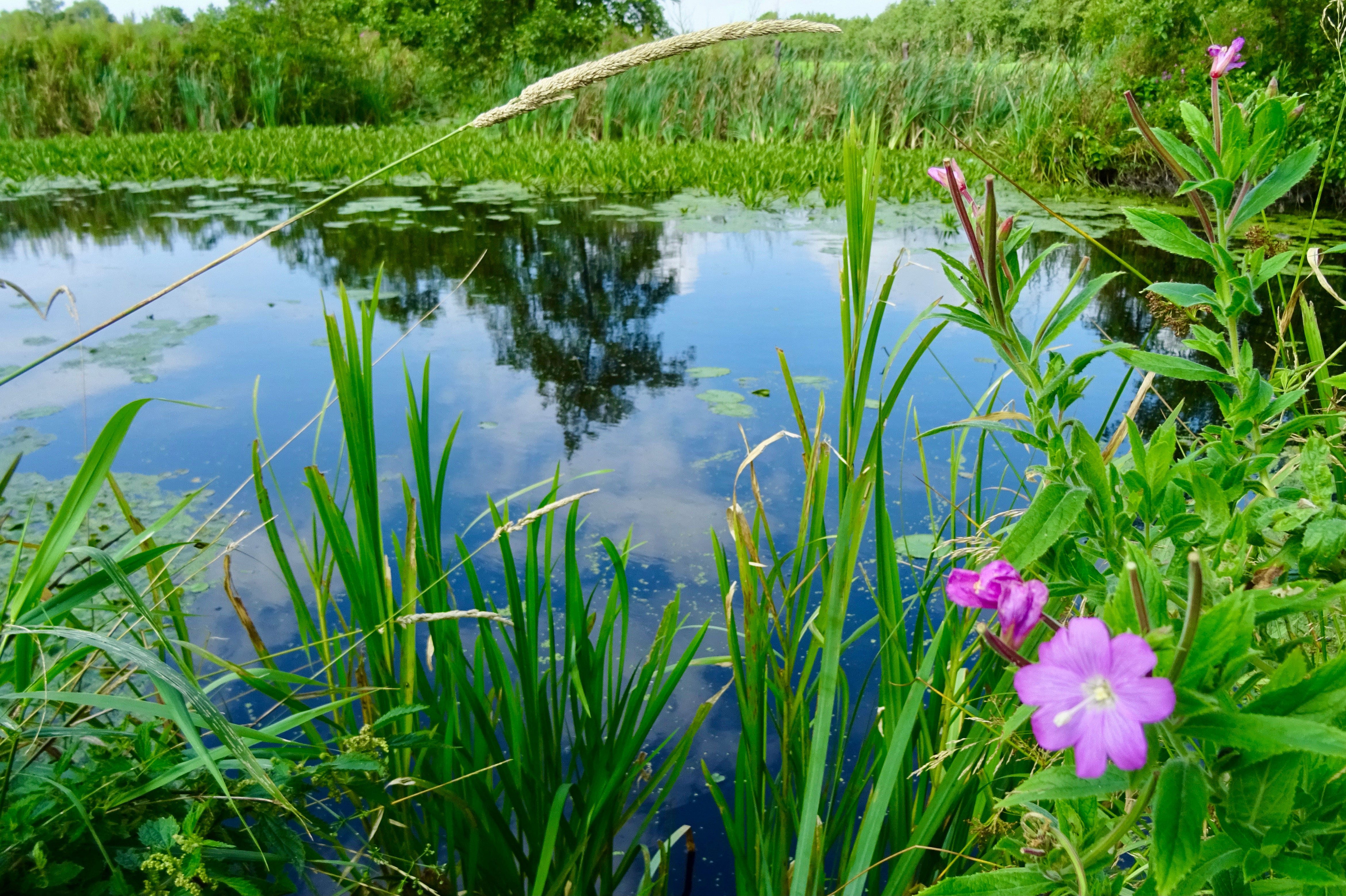
Водойма у Твейзелі